# Maic Malchow
Maic Malchow (Borna, Saxònia, 11 d'octubre de 1962) va ser un ciclista alemany que va competir per l'Alemanya de l'Est. Guanyador del Campionat del món de Quilòmetre contrarellotge de 1986.

## Palmarès
- 1980
  -  Campió del món júnior en Quilòmetre contrarellotge
  -  Campió del món júnior en Velocitat
- 1981
  - Campió de la RDA en Quilòmetre contrarellotge
- 1984
  - Campió de la RDA en Quilòmetre contrarellotge
- 1986
  -  Campió del món en Quilòmetre contrarellotge
  - Campió de la RDA en Quilòmetre contrarellotge
- 1988
  - Campió de la RDA en Quilòmetre contrarellotge